# Эсмонт, Михаил Самойлович
Михаил Самойлович Эсмонт (20 февраля [4 марта] 1830 — 29 октября [10 ноября] 1891) — русский контр-адмирал, герой Севастопольской обороны.

## Биография
Родился 20 февраля (4 марта) 1830 года в семье командующего Дунайской флотилией и главного командира Дунайских портов контр-адмирала Самуила Андреевича Эсмонта.
Службу начал 20 июня (2 июля) 1846 года юнкером Черноморского флота и до производства в мичманы плавал на бомбардирском корабле «Перун» и корабле «Три Святителя».
Произведенный 3 (15) апреля 1846 года в мичманы, с переводом в Балтийский флот, Эсмонт в течение двух следующих лет плавал на кораблях: «Император Александр I», «Смоленск» и «Бородино», а затем снова был назначен в Черноморский флот и до осады Севастополя находился на транспортах «Кубань», «Балаклава», корабле «Гавриил», шхуне «Забияка» и корабле «Святослав».
С началом осады Севастополя Эсмонт был назначен в состав его гарнизона, и находился в нём до самого конца осады, причём за выказанные храбрость и военные отличия был награждён орденами Святой Анны 4-й степени с надписью «за храбрость», св. Анны 3-й степени с мечами и св. Станислава 3-й степени с мечами, а 15 (27) апреля 1856 года произведен был в лейтенанты.
По окончании Севастопольской кампании, Эсмонт до 1867 года плавал на транспортах: «Феодосия», «Днепр», «Килия», «Дунай», на корвете «Волк», шхуне «Дон» и пароходе «Чатырдаг». Произведенный 1 (13) января 1867 года в капитан-лейтенанты, он до 1873 года находился при черноморском экипаже в Николаеве и с 1869 года заведовал пароходом «Алушта». Зачисленный в 1873 году в состав 2-го черноморского флотского Его Королевского Высочества герцога Эдинбургского экипажа, Эсмонт два года командовал брантвахтенным тендером «Березань» на Очаковском рейде, а затем в 1875 году был переведен в 1-й черноморский флотский Его Императорского Высочества генерал-адмирала экипаж и в том же году 6 (18) сентября 1875 года произведен в капитаны 2-го ранга. Командуя затем до 1880 года пароходом «Сумск», Эсмонт ходил по Бугу и Днепровскому лиману, причём 1 (13) января 1879 года был произведен в капитаны 1-го ранга.
28 апреля (10 мая) 1880 года он был произведен в контр-адмиралы и вышел в отставку.
Эсмонт скончался 29 октября (10 ноября) 1891 года, на 62 году жизни.